# Чудновская, Любовь Давыдовна
Любовь Давыдовна Чудновская (урождённая Чернова; 8 (20) сентября 1855 — 5 июля 1930) — русская писательница, сестра моряка Константина Чернова и жена С. О. Чудновского.

## Биография
Происходила из дворян Гродненской губернии. Родилась в Полоцке в семье поручика. Воспитывалась в Екатерининском институте в Петербурге, который окончила в 1873 году с золотой медалью и поступила с помощью брата на педагогические курсы. После его смерти получила по завещанию 1 000 рублей, что дало ей возможность отправиться за границу.
В Париже сблизилась с П. Л. Лавровым и примкнула к его кружку. Участвовала в заседаниях женских конгрессов в Париже и Лондоне. Предметами обсуждения на этих конгрессах были: гражданская правоспособность женщины, её политические избирательные права, право участия в общественной деятельности и местном самоуправлении, вопросы о женском труде, о положении женщины в семье, о воспитании и школьном образовании, о реформе женской одежды и гигиены, о борьбе с проституцией и с торговлей так называемыми «белыми невольницами». 
Вернувшись в Петербург, в 1884 году была арестована по делу Г. А. Лопатина. Была посажена в крепость, просидела там 10 месяцев. В 1885 году был переведена в дом предварительного заключения, а затем выслана на три года в  Ялуторовск. Там она познакомилась с С. О. Чудновским и вышла за него замуж. Жила с мужем в Иркутске. В 1891 году Чудновская вернулась из ссылки вместе с двумя дочерьми и поселилась в Одессе. Отойдя от революционного движения, посвятила себя педагогической, литературной и общественной деятельности. Первые годы преподавала английский и французский языки в гимназиях и училищах, содержала собственные курсы английского языка.
В «Женском образовании» Л. Д. Чудновская поместила ряд статей по теме «Очерки из истории женского воспитания». Также она составила учебные пособия: «Звуковой натуральный метод преподавания иностранных языков»; «English Stories and Poetry for Russian Children» ( (англ.), 1898); «Английская грамматика, письма, прозаические статьи и стихотворения для русских учебных заведений» (1899);  и другие. В 1906 году в Одессе Чудновская учредила женское учебное заведение, преобразованное в 1907 году в гимназию. Состояла членом Литературно-артистического клуба. 
В 1921 году переехала в Староконстантинов, где служила лектором в местном Наробразе. Уволенная, как ветеран труда на пенсию, вернулась в Одессу. Жила на получаемую персональную пенсию за революционные заслуги покойного мужа. Умерла в Одессе в 1930 году.